# Bruno
Bruno je mužské křestní jméno staroněmeckéno původu – znamená v překladu „hnědý, snědý, opálený, brunet“. Jedná se o latinskou verzi germánského jména Brun. V češtině se skloňuje: Bruno bez Bruna, u středověkých jmen Brunona.
Podle českého kalendáře má svátek 11. června. Ženská podoba jména Bruno je Bruna, v roce 2016 žilo v Česku pět nositelek tohoto jména.

## Statistické údaje
Následující tabulka uvádí četnost jména v ČR a pořadí mezi mužskými jmény ve srovnání dvou roků, pro které jsou dostupné údaje MV ČR – lze z ní tedy vysledovat trend v užívání tohoto jména:
| Rok       | Četnost   | Pořadí   |
| 1999      | 969       | 157.     |
| 2002      | 937       | 158.     |
| Porovnání | o 32 méně | o 1 hůře |
| 2006      | 936       | 180.     |
| 2013      | 1035      | 403.     |

Změna procentního zastoupení tohoto jména mezi žijícími muži v ČR (tj. procentní změna se započítáním celkového úbytku mužů v ČR za sledované tři roky 1999–2002) je -2,6%.

## Bruno v jiných jazycích
- Slovensky, srbocharvátsky, italsky, španělsky, francouzsky, nizozemsky, švédsky, anglicky, německy: Bruno
- Polsky: Bruno nebo Brunon
- Maďarsky: Brúnó

## Svatý Bruno
Označení svatý Bruno nosilo v dějinách více osob:
nejčastěji
- svatý Bruno Kolínský (nebo Bruno Kartuzián), arcibiskup remešský, zakladatel kartuziánů

další
- svatý Bruno Veliký (924-965 v Remeši), arcibiskup kolínský, syn něm. krále Jindřicha I. Ptáčníka a sv. Mathildy
- svatý Bruno z Querfurtu (též Querfurtský nebo Bonifác Querfurtský, * kolem 947, † 9. 3. (nebo 14. 2.?)), arcibiskup magdeburský, misionář, mučedník, druh a životopisec sv. Vojtěcha (legenda Nascitur purpureus flos, česky 1987)[1][2]
- Bruno ze Segni (* mezi 1045 a 1049 v Soleru u Asti; † 18. července 1123 v Segni, Itálie), biskup ze Segni
- Bruno Würzburský (také Bruno Korutanský), biskup würzburský (od roku 1034), * kolem 1005, † 27. 5. 1045 v Persenbeugu (Dolní Rakousy)[3]

## Další známí nositelé jména
- Bruno Bauer – německý ateista, mladohegelovec
- Bruno Bettelheim – americký psycholog
- Bruno Cortez (* 1987) – brazilský fotbalista
- Bruno Emmel (1877–1941) – rakouský architekt, keramik a pedagog odborné keramické školy ve Znojmě
- Bruno Sojka – československý automobilový závodník
- Bruno Gollnisch – francouzský politik
- Bruno Grandi (1934–2019) – italský gymnastický funkcionář
- Bruno Granichstaedten (1879–1944) – rakouský hudební skladatel
- Bruno Kreisky – rakouský právník a politik židovského původu
- Bruno Latour (1947–2022) – původem francouzský představitel filosofie vědy
- Bruno Liljefors – švédský malíř
- Bruno Mars – americký zpěvák, autor písní a hudební producent
- Bruno ze Schauenburku – německý duchovní a olomoucký biskup, zakladatel kroměřížského zámku
- Bruno Soares (* 1982) – brazilský tenista
- Bruno Soriano (* 1984) – španělský fotbalista
- Bruno Kirby – americký herec
- Bruno z Querfurtu – saský mučedník a svatý

příjmení
Viz článek Bruno (příjmení).

### Odkaz v literatuře
Bruno Jesl, hlavní hrdina dětské knížky Marie Majerové Bruno anebo Dobrodružství německého chlapce v české vesnici (1930)